# Соломов, Николай Иванович
Николай Иванович Соломов (29 января 1941, Мугурдахский наслег Абыйского района, Якутская АССР, РСФСР, СССР   — 14 августа 2016, Якутск, Российская Федерация) — российский государственный деятель, депутат Совета Федерации России (1998—2001), Председатель Государственного Собрания Республики Саха (2003—2005).

## Биография
В 1969 г. с отличием окончил историческое отделение историко-филологического факультета Якутского государственного университета, в 1979 г. — Хабаровскую Высшую партийную школу.
После учёбы начал работать на комсомольско-партийных должностях.
В 1960—1972 гг. — заведующий отделом, секретарь Абыйского районного комитета ВЛКСМ, затем избран первым секретарем Якутского областного комитета ВЛКСМ, член ЦК ВЛКСМ.
В 1972—1976 гг. — первый секретарь Усть-Майского районного комитета ВЛКСМ и первый секретарь Якутского городского комитета КПСС.
С 1976 г. находился на партийно-советской и хозяйственной работе в Магаданской области (после эпизода со случайным убийством на охоте в 1975 году).
С 1982 по 1995 г. — заместитель директора Депутатского горнообогатительного комбината, первый заместитель Генерального директора строительно-монтажного объединения «Востоктехмонтаж».
В марте 1995 г. был избран главой администрации Абыйского улуса.
С 1998 по 2003 г. — председатель Палаты Представителей Государственного Собрания (Ил Тумэн) РС (Я) II созыва.
С апреля 1998 по декабрь 2001 г. — член Совета Федерации Федерального Собрания РФ от РС (Я).
С января 2003 по май 2005 г. — председатель Государственного Собрания (Ил Тумэн) РС (Я) III созыва, член Совета Союза законодателей России, член Совета руководителей законодательных (представительных) органов субъектов РФ в Дальневосточном федеральном округе.
Депутат Верховного Совета Якутской АССР VII, VIII, IX созывов.
Народный депутат Государственного Собрания (Ил Тумэн) Республики Саха (Якутия) I, II созыва.
Народный депутат Республики Саха (Якутия) III созыва.

### Криминальные эпизоды
В 1975 году на охоте застрелил охотника, был оправдан.
В октябре 2003 года в результате ссоры с женой нанес ей увечья, по причине которых она скончалась. Был осужден на срок 5 лет с отбыванием наказания в исправительной колонии строгого режима за умышленное причинение тяжкого вреда здоровью, повлекшего по неосторожности смерть супруги — Ирмы Соломовой (ч. 4 ст. 111 УК РФ). Вышел на свободу в 2008 году, освобожден условно-досрочно на 2 года раньше.

## Награды и звания
- Орден «Знак Почёта»
- Медаль «В ознаменование 100-летия со дня рождения Владимира Ильича Ленина» (1970)
- Почетная грамота Президиума Верховного Совета ЯАССР
- Заслуженный работник народного хозяйства РС (Я)
- Государственная премия РС (Я) имени М. К. Аммосова
- Почетная Грамота Государственного Собрания (Ил Тумэн) РС(Я)
- Премия Государственного Собрания (Ил Тумэн) имени А. П. Илларионова
- Почетный Гражданин города Якутск, Абыйского, Среднеколымского, Оймяконского улусов